# Hervormde kerk (Markenbinnen)
Hervormde Kerk is een kerk gelegen aan de Dorpsstraat 43 in het Noord-Hollandse Markenbinnen. De driezijdig gesloten zaalkerk met een met houten torentje boven de gepleisterde façade werd gebouwd in 1704. 

## Geschiedenis
De kerk stamt uit 1704. Voordat deze kerk werd gesticht maakten de bewoners van Markenbinnen gebruik van een kapel die al in de middeleeuwen was opgericht. De katholieken richtten toen namelijk een gewoon woonhuis, met rieten dak, in als kapel. De kapel werd in 1820 afgebroken, omdat ze bouwvallig was en het aantal katholieken sterk was afgenomen. De klokkenstoel heeft een klok van Arent van der Put uit 1620. Tussen 1984-1985 werd de kerk gerestaureerd. Het orgel is in 1958 gebouwd door de firma D.A. Flentrop uit Zaandam. Het orgel was eerst in gebruik als huisorgel. Sinds 1985 staat het in de kerk van Markenbinnen.
Sinds 1967 is het gebouw opgenomen als rijksmonument in het monumentenregister. 
De kerk is tegenwoordig niet meer in gebruik voor kerkdiensten, maar als cultureel centrum en trouwlocatie van de Gemeente Graft - De Rijp. 

## Foto's

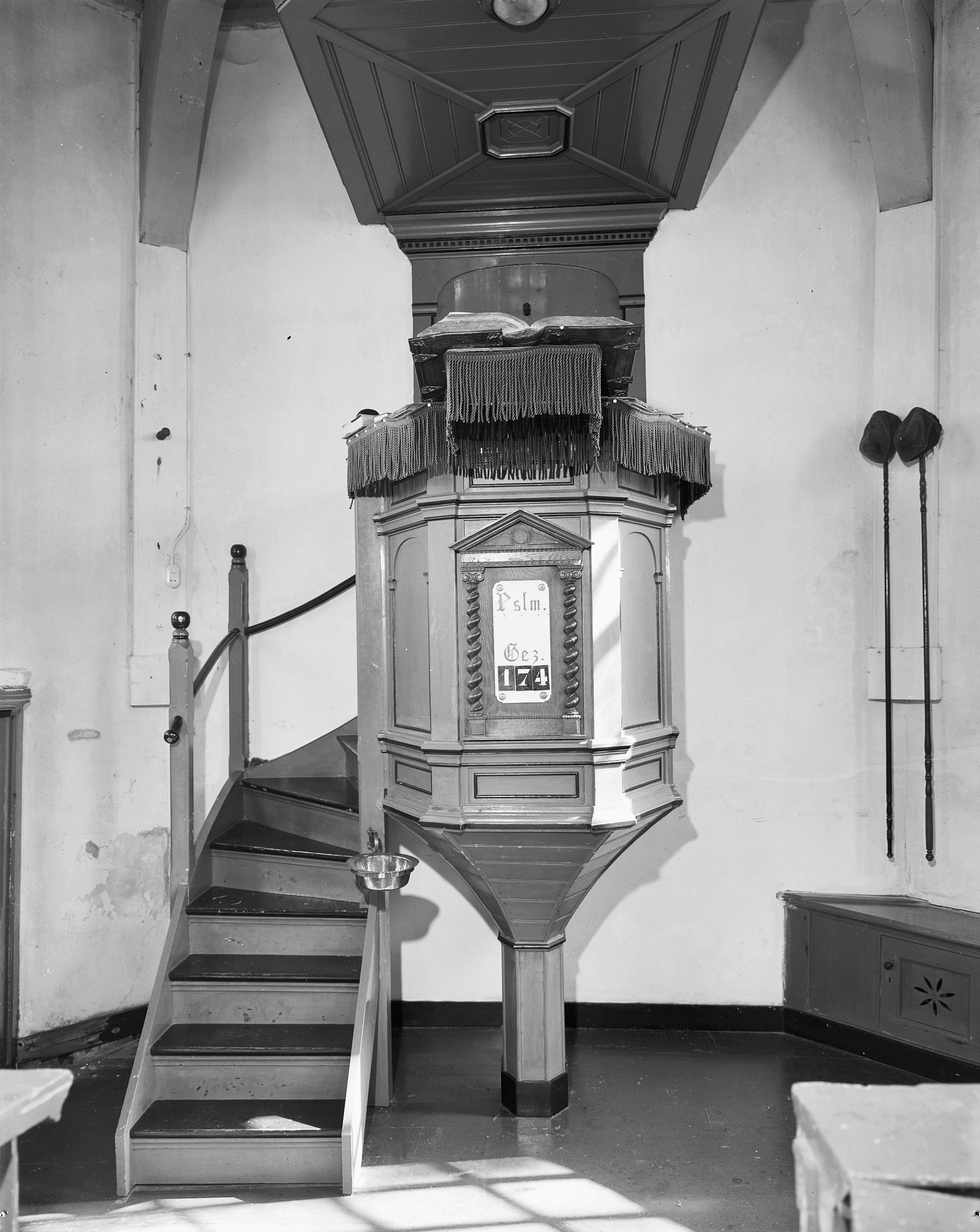
Preekstoel
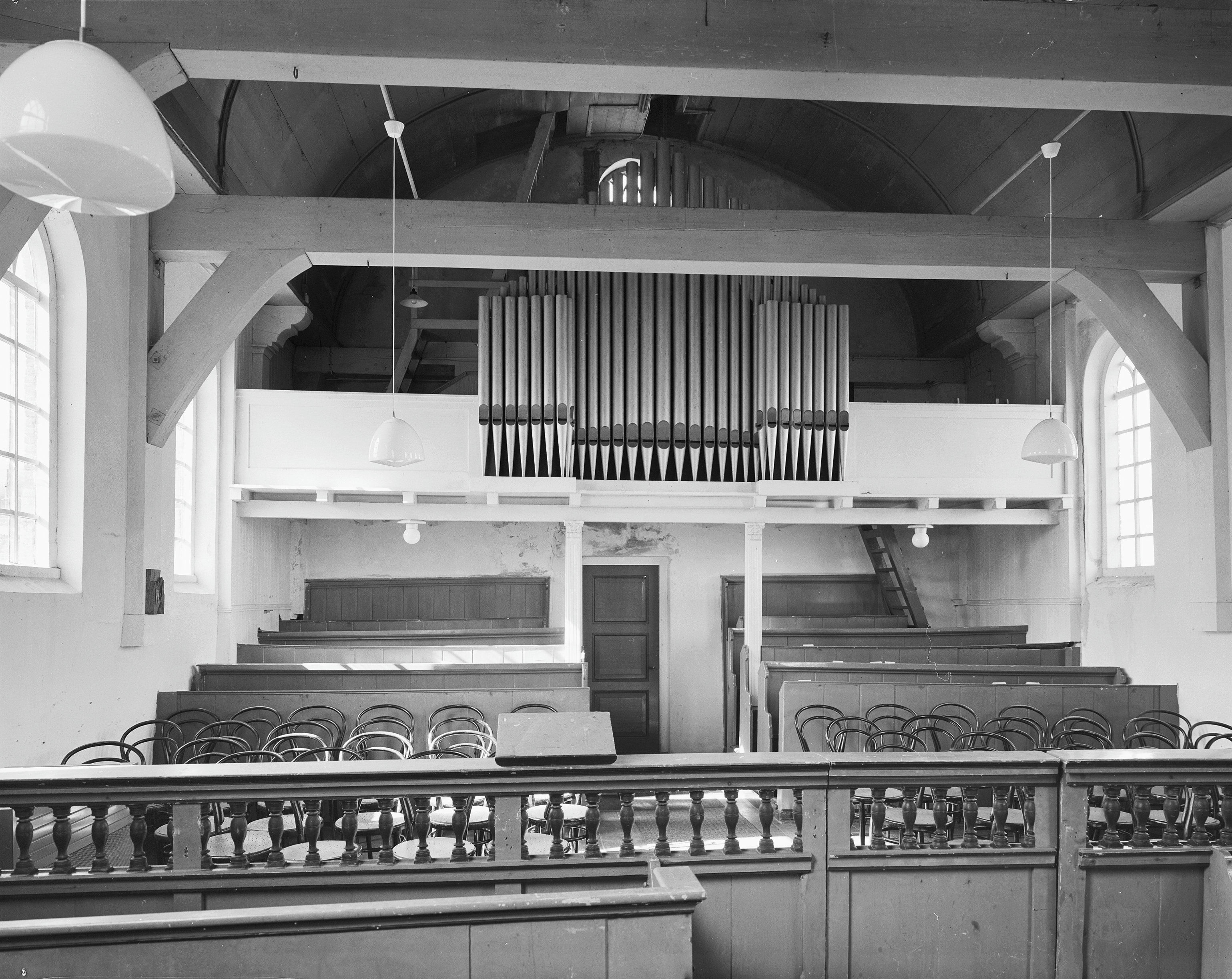
Orgel